# Zemědělec

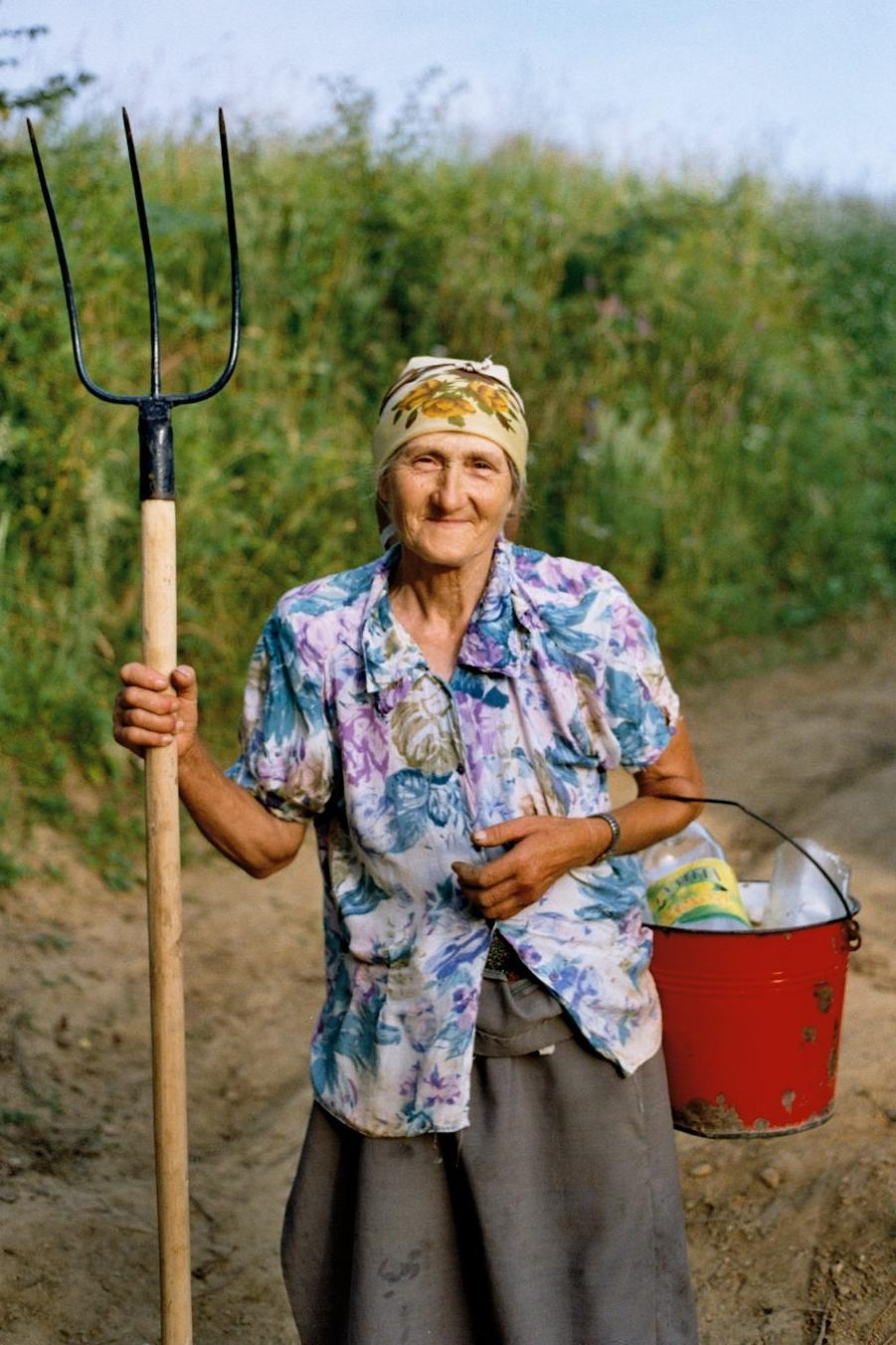
Žena pracující v zemědělství

Zemědělec nebo rolník je pracovník v zemědělství. Jeho úkolem je vyrábět zemědělské produkty.
Zemědělec je obecné označení pro povolání. Výraz je odvozen od obdělávání země, tedy kultivace půdy pro pěstování zemědělských plodin, ke kterému v první řadě patří orba.
Naproti tomu rolník označuje spíše sociální status lidí žijících na venkově a pracujících v zemědělství. Původně toto slovo označovalo půlláníka, který na rozdíl od sedláka vlastnil jen půl lánu neboli roli pole. Rolníci tvoří většinu obyvatelstva v nerozvinutých zemích, kde dominuje primární sektor hospodářství. Po průmyslové revoluci se v socialistických terminologii začal používat v posunutém významu, kdy dělníci a rolníci (symbolizovaní srpem a kladivem) je označení pro proletariát, třídu nemajetných námezdně pracujících. Jako symbol rolníků se obvykle užívá pluh, srp nebo obilné klasy.
Hlavním úkolem zemědělce je vyrábět zemědělské produkty, např. potraviny rostlinného i živočišného původu. Vedle toho zemědělci vyrábí i různé suroviny pro průmyslovou výrobu (rostlinná vlákna, rostlinný olej, bioplyn apod.).

## Hlavní oblasti
- rostlinná výroba
- živočišná výroba